# Horst Rehberg

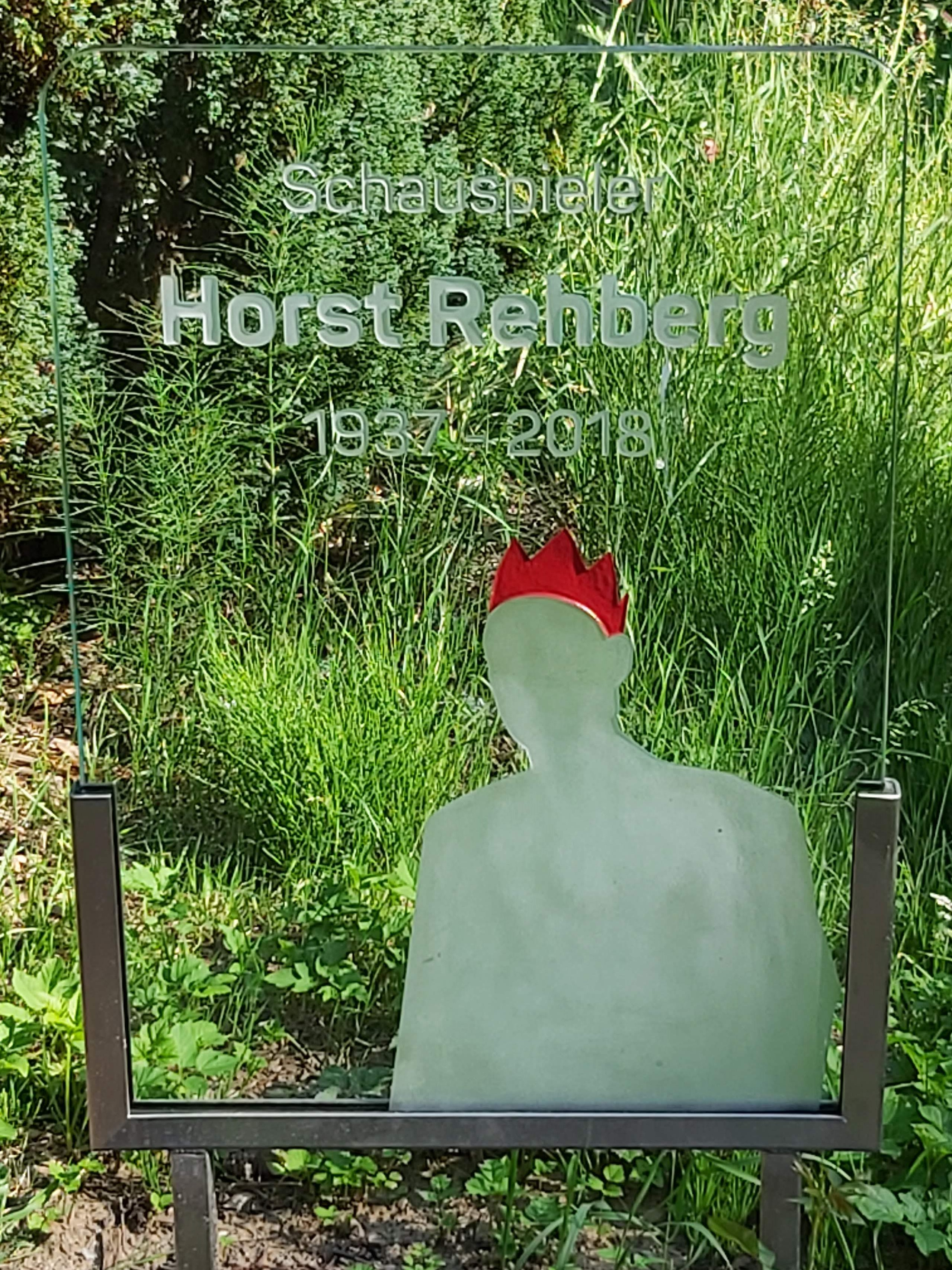
Rehbergs Grab auf dem Alten Friedhof in Schwerin

Horst Rehberg (* 25. September 1937 in Schwerin; † 17. Mai 2018 ebenda) war ein deutscher Theater- und Filmschauspieler.

## Leben
Bereits mit 11 Jahren begann Horst Rehberg seine Karriere am Schweriner Staatstheater und ab 1957 besuchte er die Staatliche Schauspielschule Berlin. Er wurde überregional vor allem bekannt durch seine Rolle in dem deutschen Spielfilm Wolke 9 (2008) von Andreas Dresen, in dem er einen älteren Mann (Werner) darstellt, dessen ebenfalls nicht mehr junge Frau ihn wegen eines noch älteren Mannes verlässt.
Rehberg spielte lange am Schweriner Staatstheater, zuletzt 2005 in der Rolle des Königs Lear von Shakespeare. Er lebte zuletzt wieder in seinem Geburtsort Schwerin, wo er im Mai 2018 im Alter von 80 Jahren starb. Seine letzte Ruhestätte fand er auf dem Alten Friedhof seiner Heimatstadt.

## Filmografie
- 1959: Verwirrung der Liebe
- 1976: Nelken in Aspik
- 1977: Eine vollkommen erlogene Geschichte (TV)
- 1979: Ich - dann eine weile nichts (TV)
- 1980: Seitensprung
- 1981: Verflucht und geliebt (TV)
- 1984: Romeo und Julia auf dem Dorfe
- 1984: Iphigenie in Aulis (Theateraufzeichnung)
- 1987: Altes Herz geht auf die Reise (Fernsehfilm)
- 1987: Bebel und Bismarck (Fernseh-Dreiteiler)
- 1987: Der Schwur von Rabenhorst
- 1988: Polizeiruf 110: Amoklauf (TV)
- 1989: Ein brauchbarer Mann
- 1989: Polizeiruf 110: Der Fund (TV)
- 1989: Verflixtes Mißgeschick!
- 1989: Polizeiruf 110: Unsichtbare Fährten (TV)
- 1989: Polizeiruf 110: Drei Flaschen Tokajer (TV-Reihe)
- 1990: Wilhelm Tell (Theateraufzeichnung)
- 1990: Biologie!
- 1993: Der Brocken
- 1997: Polizeiruf 110: Der Fremde (TV)
- 1997: Polizeiruf 110: Der Tausch (TV)
- 1998: Polizeiruf 110: Live in den Tod (TV)
- 2008: Wolke 9
- 2011: Nacht ohne Morgen
- 2013: Die Frau des Polizisten
- 2018: Gundermann

## Theater

### Regie
- 1966: Gotthold Ephraim Lessing: Nathan der Weise (Das Meininger Theater)
- 1973: Friedrich Wolf: Cyankali – Regie mit Hasso von Lenski (Friedrich-Wolf-Theater Neustrelitz)

## Hörspiele
- 1999: Dagmar Scharsich: Salve! (Stenz) – Regie: Barbara Plensat (Kriminalhörspiel – NDR)